# Thiessow
Thiessow er en kommune i Landkreis Rügen på øen Rügen i den tyske delstat Mecklenburg-Vorpommern.
Thiessow er den arealmæssigt mindste kommune i landkreisen, og ligger på halvøen Mönchgut på den sydøslige flig af øen Rügen biosfærereservatet Südost-Rügen. Den danner den sydlige runding af bugten Zickersee med halvøen Klein Zicker mod vest og mod Südperd omgivet af Greifswalder Bodden. Nævneværdig er den 38 Meter høje Lotsenberg på halvøen Klein Zicker. Det sydligste punkt i kommunen (og på halvøen) er Endhaken. Cirka 9 kilometer mod nord ligger Göhren og 37 kilometer mod nordvest ligger Bergen.